# Thesium gontscharovii
Thesium gontscharovii är en sandelträdsväxtart som beskrevs av Jevgenij Grigorjevitj Bobrov. Thesium gontscharovii ingår i släktet spindelörter, och familjen sandelträdsväxter. Inga underarter finns listade i Catalogue of Life.